# Internazionali di Tennis dell'Umbria 2009
Gli Internazionali di Tennis dell'Umbria 2009 sono stati un torneo professionistico di tennis maschile giocato sulla terra rossa, che facevano parte dell'ATP Challenger Tour 2009. Si sono giocati a Todi in Italia dal 14 al 20 settembre 2009.

## Partecipanti

### Teste di serie
| Nazionalità | Giocatore              | Ranking* | Testa di serie |
| ----------- | ---------------------- | -------- | -------------- |
| Germania    | Simon Greul            | 65       | 1              |
| Italia      | Flavio Cipolla         | 117      | 2              |
| Italia      | Paolo Lorenzi          | 136      | 3              |
| Sudafrica   | Kevin Anderson         | 148      | 4              |
| Francia     | Édouard Roger-Vasselin | 158      | 5              |
| Italia      | Tomas Tenconi          | 170      | 6              |
| Austria     | Martin Fischer         | 171      | 7              |
| Spagna      | Pablo Andújar          | 172      | 8              |

- Ranking al 31 agosto 2009.

### Altri partecipanti
Giocatori che hanno ricevuto una wild card:
- Francesco Aldi
- Andrea Arnaboldi
- Stefano Galvani
- Giancarlo Petrazzuolo
- Carlos Berlocq (Special Exemptx)

Giocatori passati dalle qualificazioni:
- Thomas Fabbiano (Lucky Loser)
- David Goffin
- Andrej Kuznecov
- Boris Pašanski
- Adrian Ungur

## Campioni

### Singolare
Simon Greul ha battuto in finale  Adrian Ungur con il punteggio di 2–6, 6–1, 7–6(6)

### Doppio
Martin Fischer /  Philipp Oswald hanno battuto in finale  Pablo Santos /  Gabriel Trujillo Soler, 7–5, 6–3